# Istituto Kavli di Fisica Teorica
L'Istituto Kavli di Fisica Teorica (KITP) è un istituto di ricerca dell'Università della California - Santa Barbara. Il KITP è uno dei più noti istituti di fisica teorica del mondo, e concentra le proprie attività nel campo delle scienze teoriche. La National Science Foundation (NSF) è stata la principale sostenitrice dell'Istituto dalla sua fondazione nel 1979. In un articolo del 2007 degli Atti dell'Accademia Nazionale delle Scienze degli Stati Uniti d'America, al KITP fu attribuito il più alto fattore di impatto tra gli istituti di ricerca non-biomedica negli Stati Uniti.
Agli inizi degli anni 2000, l'istituto, precedentemente noto come Institute for Theoretical Physics (ITP, lett. "Istituto di Fisica Teorica"), è stato intitolato all'imprenditore e filantropo norvegese Fred Kavli, dopo che questi tramite la propria fondazione ebbe donato all'istituto la somma di $7.5 milioni.
Kohn Hall, che ospita il KITP, si trova proprio oltre lo Henley Gate, all'ingresso orientale del campus dell'UCSB. Il fabbricato fu progettato dall' architetto neoclassico Michael Graves, vincitore del Driehaus Prize; una nuova ala progettata da Graves fu aggiunta negli anni 2003–2004.

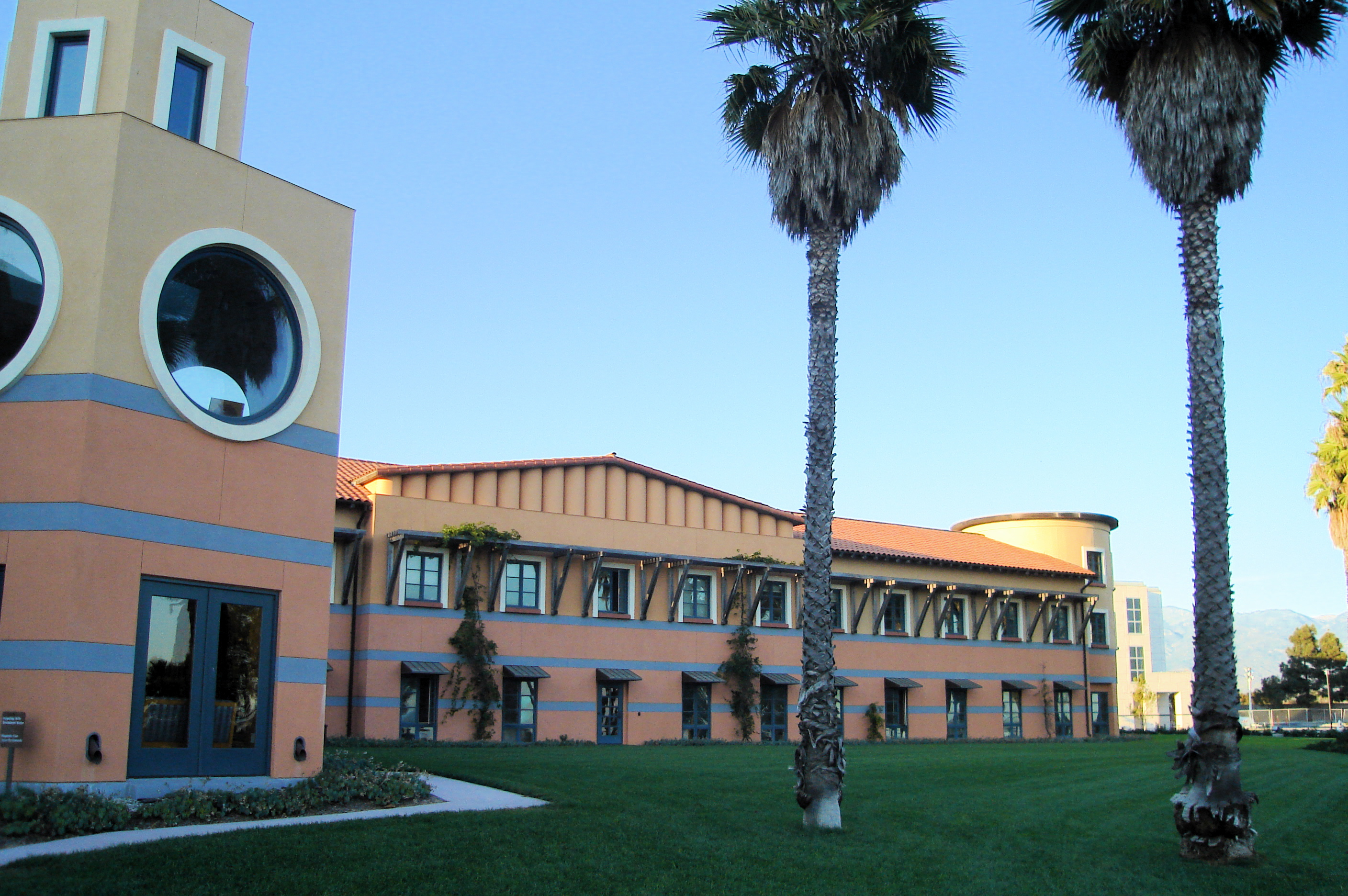
Kohn Hall, che ospita il Kavli Institute for Theoretical Physics.

## Membri
I direttori del KITP dalla sua fondazione sono stati:
- Walter Kohn, 1979–1984 (Premio Nobel per la chimica, 1998)
- Robert Schrieffer, 1984–1989 (Premio Nobel per la fisica, 1972)
- James S. Langer, 1989–1995 (Oliver Buckley Prize (APS), 1997)
- James Hartle, 1995–1997 (Premio Einstein (APS), 2009)
- David Gross, 1997–2012 (Premio Nobel per la Fisica, 2004)
- Lars Bildsten, 2012– attuale (Premio Helen B. Warner (AAS), 1999; Premio Dannie Heineman per l'Astrofisica, 2017)

Il direttore, il vice direttore Mark Bowick, e i membri permanenti del KITP (Leon Balents, Lars Bildsten, David Gross e Boris Shraiman) sono anche professori nel dipartimento di fisica dell'università della California - Santa Barbara. Tra gli ex membri permanenti vi sono anche Joseph Polchinski e il Premio Nobel per la fisica Frank Wilczek.